# Mauser BK-27
El Mauser BK-27 és un canó automàtic d'alta cadència de foc utilitzat principalment com a armament en avions de combat. Fou dissenyat originalment per la companyia alemanya Mauser que posteriorment fou adquirida per la també alemanya Rheinmetall que encara el produeix.

## Característiques
Es tracta d'un canó automàtic tipus revòlver, amb una 7 recambres rotatòries, permetent una cadència elevada de fins a 1.700 trets per minut.

## Usos

### Avions de combat
El Mauser BK-27 és el canó automàtic que equipen múltiples avions de combat d'origen europeu com el Panavia Tornado, l'Eurofighter i el Saab 39 Gripen.

### Arma naval
La marina d'Alemanya empra una torreta automatitzada amb sensors i armada amb aquest canó denominada MLG 27 (acrònim de Marineleichtgeschütz 27mm o "arma naval lleugera") per a la defensa de curt abast.